# Nicoleta Grasu
Lenuţa Nicoleta Grasu (nata Grădinaru; Secuieni, 11 settembre 1971) è un'ex discobola rumena, che vinse l'argento ai Mondiali di Edmonton 2001.
In precedenza ai Mondiali di Siviglia 1999 aveva raccolto una medaglia di bronzo.

## Biografia
Il suo primato personale è 68,80 metri, ottenuto nell'agosto 1999 a Poiana Braşov.
Nel 2000 ha stabilito la miglior prestazione mondiale stagionale.
Alle Olimpiadi di Atene 2004, sua quarta partecipazione olimpica, è stata sesta.
Nel 2012, all'età di 40 anni, partecipa alla sua sesta Olimpiade a Londra dove però non raggiunge la finale classificandosi quattordicesima.
Nel dicembre 2013, all'età di 42 anni, annuncia il suo ritiro dall'attività sportiva.
Suo marito è il discobolo romeno Costel Grasu.

## Palmarès
| Anno | Manifestazione | Sede             | Evento           | Risultato | Misura  | Note                                     |
| ---- | -------------- | ---------------- | ---------------- | --------- | ------- | ---------------------------------------- |
| 1992 | Olimpiadi      | Barcellona       | Lancio del disco | 13ª       | 60,62 m |                                          |
| 1993 | Mondiali       | Stoccarda        | Lancio del disco | 7ª        | 62,10 m |                                          |
| 1994 | Europei        | Helsinki         | Lancio del disco | 4ª        | 63,64 m |                                          |
| 1995 | Mondiali       | Göteborg         | Lancio del disco | 18ª       | 58,62 m |                                          |
| 1996 | Olimpiadi      | Atlanta          | Lancio del disco | 7ª        | 63,28 m |                                          |
| 1997 | Mondiali       | Atene            | Lancio del disco | 10ª       | 60,14 m |                                          |
| 1997 | Universiadi    | Catania          | Lancio del disco | Bronzo    | 60,08 m |                                          |
| 1998 | Europei        | Budapest         | Lancio del disco | Bronzo    | 65,94 m |                                          |
| 1999 | Mondiali       | Siviglia         | Lancio del disco | Bronzo    | 65,35 m |                                          |
| 1999 | Universiadi    | Palma di Maiorca | Lancio del disco | Oro       | 65,21 m |                                          |
| 2000 | Olimpiadi      | Sydney           | Lancio del disco | 19ª       | 58,87 m |                                          |
| 2001 | Mondiali       | Edmonton         | Lancio del disco | Argento   | 66,24 m |                                          |
| 2004 | Olimpiadi      | Atene            | Lancio del disco | 6ª        | 64,92 m | Miglior prestazione personale stagionale |
| 2005 | Mondiali       | Helsinki         | Lancio del disco | 5ª        | 62,05 m |                                          |
| 2006 | Europei        | Göteborg         | Lancio del disco | Bronzo    | 63,58 m |                                          |
| 2007 | Mondiali       | Osaka            | Lancio del disco | Bronzo    | 63,40 m |                                          |
| 2008 | Olimpiadi      | Pechino          | Lancio del disco | 11ª       | 58,63 m |                                          |
| 2009 | Mondiali       | Berlino          | Lancio del disco | Bronzo    | 65,20 m | Miglior prestazione personale stagionale |
| 2010 | Europei        | Barcellona       | Lancio del disco | Argento   | 63,48 m |                                          |
| 2011 | Mondiali       | Taegu            | Lancio del disco | 8ª        | 62,08 m |                                          |
| 2012 | Olimpiadi      | Londra           | Lancio del disco | 13ª       | 61,86 m |                                          |
| 2013 | Mondiali       | Mosca            | Lancio del disco | 22ª (q)   | 56,31 m |                                          |

## Altre competizioni internazionali
2013
- 10ª in Coppa Europa invernale di lanci ( Castellón de la Plana), lancio del disco - 57,60 m
- Oro agli Europei a squadre (First League) ( Dublino), lancio del disco - 57,34 m